# クリーブランド級ドック型輸送揚陸艦
| クリーブランド級ドック型輸送揚陸艦 | クリーブランド級ドック型輸送揚陸艦               | クリーブランド級ドック型輸送揚陸艦               |
| ---------------------------------- | ------------------------------------------------ | ------------------------------------------------ |
| USS Dubuque (LPD-8)                |                                                  |                                                  |
| 艦級概観                           |                                                  |                                                  |
| 艦種                               | ドック型輸送揚陸艦（LPD）                        | ドック型輸送揚陸艦（LPD）                        |
| 艦名                               | 都市名。一番艦はオハイオ州クリーブランドに因む。 | 都市名。一番艦はオハイオ州クリーブランドに因む。 |
| 建造期間                           | 1964年 - 1971年                                  | 1964年 - 1971年                                  |
| 就役期間                           | 1967年 - 2014年                                  | 1967年 - 2014年                                  |
| 前級                               | オースティン級                                   | オースティン級                                   |
| 次級                               | トレントン級                                     | トレントン級                                     |
| 性能諸元                           |                                                  |                                                  |
| 排水量                             | 軽荷：9,734 t                                    | 軽荷：9,734 t                                    |
| 排水量                             | 満載：17,326 t                                   |                                                  |
| 全長                               | 173.7 m                                          | 173.7 m                                          |
| 全幅                               | 30.4 m                                           | 30.4 m                                           |
| 吃水                               | 6.7 m                                            | 6.7 m                                            |
| 機関                               | 蒸気タービン（24,000hp）                         | 2基                                              |
| 機関                               | 推進器                                           | 2軸                                              |
| 速力                               | 最大21ノット                                     | 最大21ノット                                     |
| 航続距離                           |                                                  |                                                  |
| 乗員                               | 士官24名、下士官396名                            | 士官24名、下士官396名                            |
| 兵装                               | Mk 38 25mm単装機関砲                             | 2基                                              |
| 兵装                               | ファランクスCIWS                                 | 2基                                              |
| 兵装                               | M2 12.7mm機銃                                    | 8丁                                              |
| 輸送能力                           |                                                  |                                                  |
| 搭載機                             | CH-46                                            | 6機                                              |
| 人員                               | 海兵隊：900名                                    | 海兵隊：900名                                    |

クリーブランド級ドック型輸送揚陸艦（クリーブランドきゅうどっくがたゆそうようりくかん、Cleveland class of amphibious transport dock）は、アメリカ海軍のドック型輸送揚陸艦。

## 概要
クリーブランド級はオースティン級の改良型であり、いくつかの資料では次のトレントン級と併せて同一艦種に分類される場合もある。
当初案では LPD-7 から LPD-16 までの10艦が建造される予定であったが、実際は7隻が建造された。「トレントン」と「ポンセ」は本級に含まれる予定であったが、ほとんど同一ではあるがトレントン級として完成した。
とオースティン級の大きな違いは艦橋部分の上部構造と初期建造艦が指揮統制施設を有する点にある。クリーブランド級は、指揮設備を有するために、オースティン級よりも乗艦兵員数が90名ほど少なくなっている。
2014年9月に退役したデンバーを最後に、本級はサン・アントニオ級と交代した。

## 同型艦
| 艦番号          | 艦名                            | 建造所           | 起工            | 進水            | 就役            | 退役            | 備考                                                             |
| --------------- | ------------------------------- | ---------------- | --------------- | --------------- | --------------- | --------------- | ---------------------------------------------------------------- |
| LPD-7           | クリーブランド USS Cleveland    | インガルス造船所 | 1964年 11月30日 | 1966年 5月7日   | 1967年 4月21日  | 2011年 9月30日  | 解体                                                             |
| LPD-8           | ダビューク USS Dubuque          | インガルス造船所 | 1965年 1月25日  | 1966年 8月6日   | 1967年 9月1日   | 2011年 6月30日  | 解体                                                             |
| LPD-9           | デンバー USS Denver             | ロッキード造船   | 1964年 7月7日   | 1965年 1月23日  | 1968年 10月26日 | 2014年 9月18日  | 2022年7月 実艦的として海没処分                                   |
| LPD-10          | ジュノー USS Juneau             | ロッキード造船   | 1965年 1月23日  | 1966年 2月12日  | 1969年 7月12日  | 2008年 10月30日 | 解体                                                             |
| LPD-11 → AGF-11 | コロナド USS Coronado           | ロッキード造船   | 1965年 5月3日   | 1966年 7月30日  | 1970年 5月23日  | 2006年 9月30日  | 1998年11月 指揮艦に種別変更され、 2012年9月 実艦的として海没処分 |
| LPD-12          | シュリーブポート USS Shreveport | ロッキード造船   | 1965年 12月27日 | 1966年 10月22日 | 1970年 12月12日 | 2007年 9月26日  | スクラップとして廃棄                                             |
| LPD-13          | ナッシュビル USS Nashville      | ロッキード造船   | 1966年 3月14日  | 1967年 10月7日  | 1970年 2月14日  | 2009年 9月30日  | 解体                                                             |

## 登場作品

### 映画
『レイズ・ザ・タイタニック』
「デンバー」が登場。極秘で行われる「タイタニック号」引き揚げ作戦の旗艦を務める。
撮影には、アメリカ海軍の全面協力で実物が使用されているほか、一部のシーンではミニチュアも使われている。